# 振動エネルギー緩和
振動エネルギー緩和（しんどうエネルギーかんわ、英: Vibrational energy relaxation）または振動分布緩和（vibrational population relaxation）は、より高いエネルギー準位の量子状態にある分子のポピュレーション分布が外的な摂動によってマクスウェル＝ボルツマン分布へと戻る過程である。
溶液では、この過程は分子内および分子間エネルギー移動を進める。励起振動モードの余剰エネルギーは同一分子または周囲の分子の運動モードへと転移される。この過程を通じて、最初の励起振動モードはより低いエンキの振動状態へと移動する。この緩和は縦緩和と呼ばれ、緩和の時定数は縦緩和時間（T1）と呼ばれる。
振動エネルギー緩和は時間分解分光法を使って研究されてきた。ポンプパルス（フェムト秒レーザーパルス）の励起によって、振動励起状態のポピュレーション分布は分子が電子基底状態にある時の赤外吸収またはラマン過程によって作られる。加えて、電子遷移によって、分子はしばしば電子励起状態の振動励起状態へと移る。これらの振動励起状態からのエネルギー緩和の過程は、ポンプパルスから遅れるプローブパルスを使って観測できる。